# Vrydagzynea albostriata
Vrydagzynea albostriata är en orkidéart som beskrevs av Rudolf Schlechter. Vrydagzynea albostriata ingår i släktet Vrydagzynea och familjen orkidéer. Inga underarter finns listade i Catalogue of Life.